# Javnaðarflokkurin
Javnaðarflokkurin (Faeröers voor 'gelijkheidspartij'; afgekort 'JF') is een sociaaldemocratische politieke partij op de Deense eilandengroep Faeröer. De partij is sinds 1928 vertegenwoordigd in het Løgting, het parlement van de Faeröer. Sinds de verkiezingen van 1 september 2015 is Javnaðarflokkurin de grootste partij van de Faeröer. Met Aksel V. Johannesen levert JF de eerste minister. Ook in het Folketing, het nationale parlement van Denemarken, heeft de partij een zetel (een van de twee zetels voor de Faeröer).